# Плужна (Словенія)
Плужна (словен. Plužna) — поселення в общині Бовец, Регіон Горишка, Словенія. Висота над рівнем моря: 452 м.

## Пам'ятки культури
- Пам'ятник Національно-визвольній війні. На піднятому бетонному майданчику стоїть бетонний стовп, що складається з трьох квадратів. До середнього прикріплений кам'яний табличку. Стовп закінчується символом Триглава. Пам'ятник було відкрито у вересні 1948 року[2].
- Церква св. Микола. Церква згадується ще в 17 столітті, а була вона реконструйована в 19 столітті[3].